# Fed Horses
Fed Horses je slovenska pop/indie/rock skupina, ki jo vodita Jure in Urša Mihevc.

## Zgodovina
Zametki skupine so nastali v studiu Jureta Mihevca, kjer sta z Uršo Mihevc začela pripravljati skladbe, da bi jih kot dvojec posnela v sodelovanju z drugimi (gostujočimi) glasbeniki (prvo skladbo "Hands", ki je izšla jeseni 2013, sta tako na primer posnela z orgličarjem Miho Eričem in njegovim bratom Julijanom). Prvotno je bilo mišljeno, da bi šlo le za studijski projekt, a sta Jure in Urša med ustvarjanjem spoznala, da bi bilo material dobro predstaviti tudi v živo (na odru), zato sta k stalnemu sodelovanju povabila Roka Škrlja in Timija Elerja, ki sta postala redna člana zasedbe.
Njihov prvi javni nastop je bil na festivalu HISTeRIA 2013. Naslednje leto so zmagali na ŠOURocku, natečaju za najboljšo študentsko-dijaško glasbeno skupino. Istega leta so bili eni izmed treh finalistov prve edicije projekta Kulturni evro (zbrana sredstva so prejeli Your Gay Thoughts). Leta 2015 so nastopili na enem izmed koncertov v sklopu projekta 30 Years for You, ki ga je pripravil Radio SI ob 30-letnici oddajanja radijskega programa za tujejezično javnost, v okviru istega projekta pa so bili izbrani tudi za snemanje tujejezične skladbe v Studiu 22 RTV-centra Maribor. Leta 2015 in 2017 so bili izmed več kot 400 prijavljenih skupin iz držav bivše Jugoslavije razglašeni za finaliste banjaluškega glasbenega natečaja Demofest.
Potem ko so v letih 2013−2017 nanizali 6 singlov, so januarja 2018 izdali (konceptualni) EP Sinner s petimi novimi pesmimi, za katere je glasbo napisal Jure Mihevc, besedila pa Jernej Juren. Naslovna »Sinner« je bila druga najbolj predvajana skladba tistega leta na Valu 202. Decembra 2018 so nastopili na koncertu Izštekanih 25. Nastop na Izštekanih jih je spodbudil k ustvarjanju v slovenskem jeziku (tako so na koncertu izvedli skladbo »Spremembe«).
16. februarja 2019 so s »Ti ne poznaš konjev« − ki je njihova prva uradna skladba v slovenščini − sodelovali na Emi, kjer jih je žirija (v prvem krogu glasovanja) uvrstila na 3. mesto. »Ti ne poznaš konjev« so kot radijski singel sledile »Spremembe«, ki so postale druga najbolj predvajana skladba na Valu 202 v letu 2019. 24. septembra 2019 so − kot samostojni izvajalci − gostovali v Izštekanih. Izbrani material z gostovanja je decembra izšel na istoimenskem albumu Izštekani.
Februarja 2020 so izdali svoj drugi EP Spremembe s 6 skladbami v slovenščini (ena je zgolj instrumentalna, a s slovenskim naslovom). 
Leta 2023 so se povzpeli na vrhove radijskih lestvic. Bili so najbolj predvajani izvajalci na Radiu SI, na Valu202 je bila skladna MLAD najbolj predvajana pesem leta. V letu 2024 izdajajo prvi dolgometražni album z naslovom M.L.A.D., ki ga bodo 20. aprila 2024 predstavili v Kino Šiška.

## Člani
- Urša Mihevc (pevka)
- Jure Mihevc (kitarist)
- Matej Tekavčič (baskitarist)
- Enos Kugler (bobnar)
- Andraž Mazi (kitara)

## Diskografija
Albumi
- 2019: Izštekani
- 2024: M. L. A. D.

EP-ji
- 2018: Sinner
- 2020: Spremembe
- 2023: MLAD

Singli
| Leto | Skladba              | Digitalni singel | Uradni videospot | EP/album    |
| ---- | -------------------- | ---------------- | ---------------- | ----------- |
| 2013 | Hands                | ✓                |                  | —           |
| 2013 | City                 | ✓                |                  | —           |
| 2014 | Down                 | ✓                | ✓                | —           |
| 2015 | Sober                | ✓                | ✓                | —           |
| 2015 | Dive                 | ✓                | ✓                | —           |
| 2016 | Gifts                | ✓                |                  | —           |
| 2018 | Sinner               |                  |                  | Sinner      |
| 2018 | Love Tree            |                  |                  | Sinner      |
| 2018 | Leaving              |                  | ✓                | Sinner      |
| 2019 | Ti ne poznaš konjev  | ✓                |                  | Spremembe   |
| 2019 | Toy                  |                  | ✓                | Sinner      |
| 2019 | Spremembe            |                  |                  | Spremembe   |
| 2019 | Jaz in nebo          |                  | ✓                | Spremembe   |
| 2020 | Zahodno dekle        |                  |                  | Spremembe   |
| 2020 | Absurdno lepa        |                  |                  | —           |
| 2021 | Argentina            |                  | ✓                | MLAD        |
| 2022 | Ljubezen             |                  | ✓                | MLAD        |
| 2022 | Dež je za novo leto  |                  |                  | MLAD        |
| 2023 | MLAD                 |                  | ✓                | MLAD        |
| 2023 | 0.. s teboj          |                  |                  | M. L. A. D. |
| 2024 | Tudi to je življenje |                  | ✓                | M. L. A. D. |